# Christof Tannert
Christof Tannert (ur. 4 kwietnia 1946 w m. Wehrsdorf, zm. 11 kwietnia 2019 w Berlinie) – niemiecki polityk, biolog i nauczyciel akademicki, poseł do Parlamentu Europejskiego IV kadencji.

## Życiorys
Ukończył w 1969 studia z zakresu biologii na Uniwersytecie w Lipsku. Pracował następnie nad doktoratem w enerdowskiej akademii nauk w Berlinie. W latach 1971–1972 był więziony z powodów politycznych. Zatrudniony po zwolnieniu jako laborant i asystent, doktoryzował się w 1979 na Uniwersytecie Humboldtów w Berlinie. Od 1980 do 1984 kształcił się także w zakresie teologii protestanckiej. Od 1981 do 1989 pracował w zawodzie księgarza, prowadził jednocześnie wykłady z etyki i ekologii. W 1989 współtworzył struktury Greenpeace w Niemieckiej Republice Demokratycznej i niezależny instytut zajmujący się ochroną środowiska (Unabhängiges Institut für Umweltfragen).
W 1990 dołączył do Socjaldemokratycznej Partii Niemiec, był wiceprzewodniczącym regionalnych struktur partii w Berlinie. W latach 1991–1994 zasiadał w berlińskiej Izbie Deputowanych. W latach 1994–1999 sprawował mandat eurodeputowanego, należąc do frakcji socjalistycznej.
Później pracował w centrum badawczym Max-Delbrück-Centrum für Molekulare Medizin w Berlinie. Zajął się również pisaniem powieści kryminalnych.